# 크라바르제

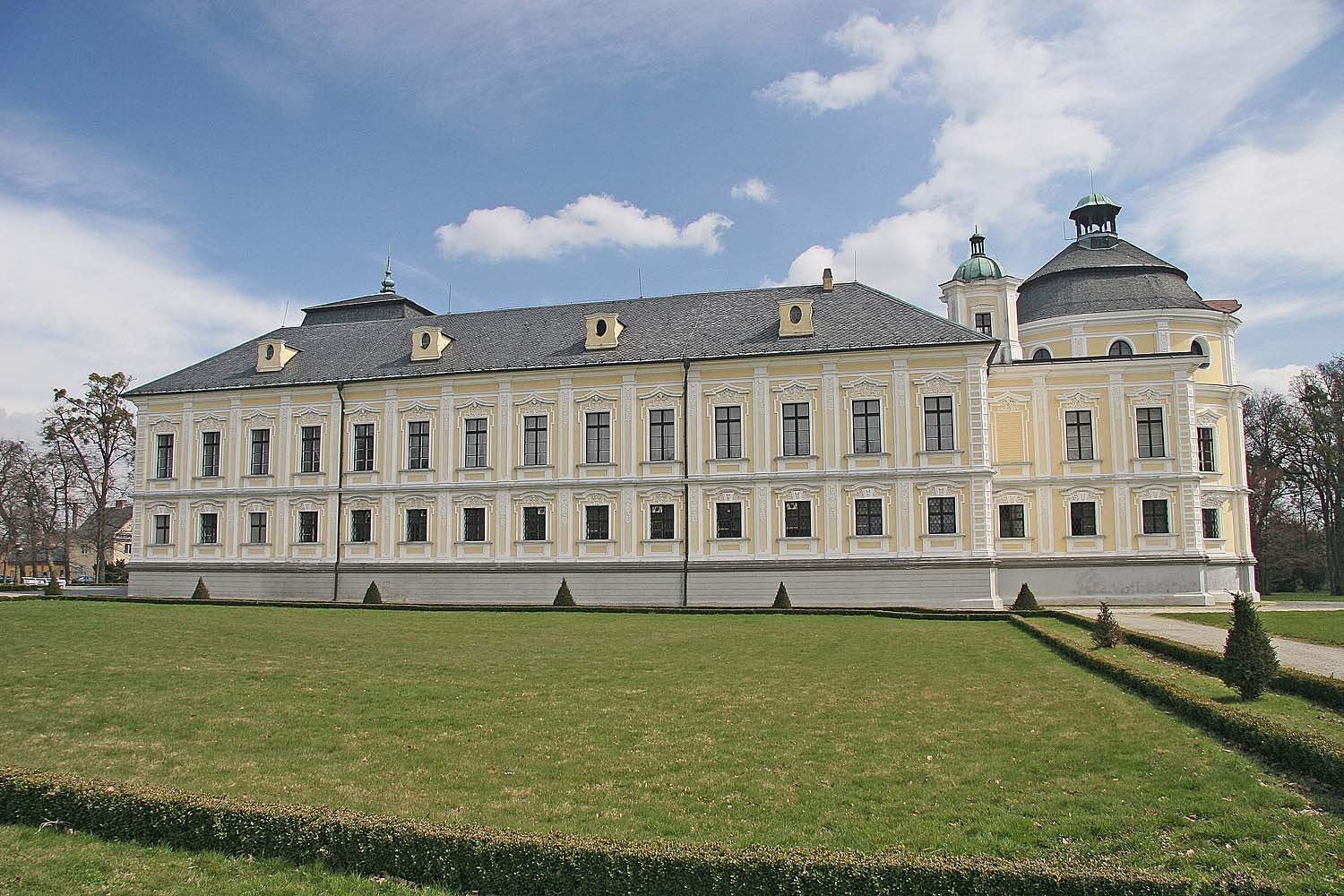
크라바르제 성

크라바르제(체코어: Kravaře, 독일어: Deutsch Krawarn 도이치크라바른[*])는 체코 모라바슬레스코 주에 위치한 도시로 면적은 19.37km2, 높이는 233m, 인구는 6,736명(2012년 1월 1일 기준), 인구 밀도는 348명/km2이다.
오스트라바와 오파바 사이에 위치하며 오스트라바에서 20km, 오파바에서 10km 정도 떨어진 곳에 위치한다. 1224년 문헌에 처음 등장했다.

시기
시 문장

## 인구
| 연도           | 인구  | ±%     |
| -------------- | ----- | ------ |
| 1869           | 4,527 | —      |
| 1880           | 4,609 | +1.8%  |
| 1890           | 4,847 | +5.2%  |
| 1900           | 5,340 | +10.2% |
| 1910           | 5,475 | +2.5%  |
| 1921           | 6,199 | +13.2% |
| 1930           | 6,018 | −2.9%  |
| 1950           | 5,354 | −11.0% |
| 1961           | 5,989 | +11.9% |
| 1970           | 5,949 | −0.7%  |
| 1980           | 6,395 | +7.5%  |
| 1991           | 6,560 | +2.6%  |
| 2001           | 6,693 | +2.0%  |
| 2011           | 6,570 | −1.8%  |
| 2021           | 6,537 | −0.5%  |
| 출처: Censuses |       |        |